# Milica Radovanović
Milica Radovanović, coniugata Tojagić (in serbo Милица Радовановић-Тојагић?; 5 agosto 1938), è un'ex cestista jugoslava.

## Carriera
Con la Jugoslavia ha disputato tre edizioni dei Campionati mondiali (1959, 1964, 1967) e sette dei Campionati europei (1956, 1958, 1960, 1962, 1964, 1966, 1968).